# Juan Ignacio Retegi
Juan Ignacio Retegi (Eratsun, Navarra, 1943), més conegut com a Retegi I, fou un jugador professional de pilota basca a mà, esquerrà en la posició de davanter. Oncle del també mític Retegi II.
Com a aficionat va guanyar el Campionat individual d'Espanya el 1963, el 1964 i el 1965, fins que debutà aquell mateix. Es va retirar el 1985 arran de l'amputació de dos dits de la seua mà bona, l'esquerra, per un accident.
D'ençà la seua aparició el joc de volea es popularitzà, així com els prejudicis contra els jugadors esquerrans. Tingué com a gran rival el també navarrès Julián Lajos.

## Palmarés
- Campió individual: 1969, 1970, 1972 (per retirada de Lajos), 1973, 1974 i 1975.
- Subcampió individual: 1971 i 1976 (per retirada).
- Subcampió per parelles: 1978.